# Quadrula apiculata
Quadrula apiculata är en musselart som först beskrevs av Thomas Say 1829.  Quadrula apiculata ingår i släktet Quadrula och familjen målarmusslor. Inga underarter finns listade i Catalogue of Life.